# Myrcinoides
Myrcinoides là một chi bọ cánh cứng trong họ Chrysomelidae.
Chi này được miêu tả khoa học năm 1894 bởi Jacoby.

## Các loài
Chi này gồm các loài:
- Myrcinoides sarawakiensis Mohamedsaid, 1996